# Vochysia pachyantha
Vochysia pachyantha är en tvåhjärtbladig växtart som beskrevs av Adolpho Ducke. Vochysia pachyantha ingår i släktet Vochysia och familjen Vochysiaceae. Inga underarter finns listade i Catalogue of Life.